# Jezikoslovec
Jezikoslôvec ali lingvíst je znanstvenik, ki deluje na področju jezikoslovja (lingvistike).